# Millerandismus
Der Begriff Millerandismus wurde vom Verhalten des französischen Sozialisten und späteren Staatspräsidenten Alexandre Millerand abgeleitet, der 1899 in einem linksbürgerlichen Kabinett ohne Genehmigung seiner Partei Minister geworden war. Gemeint wird mit dem Begriff das intellektuelle Übersteigen der Klassenbarrieren zwischen Bürgertum und Proletariat unter Verzicht auf eine revolutionäre Strategie. Die Bezeichnung wurde in Deutschland auf Vertreter des revisionistischen Flügels der SPD angewandt.
Sigmund Rubinstein charakterisierte 1921 den Millerandismus rückblickend als den „Sozialismus getriebener Ehrgeizlinge [...], die, emporgekommen, in die Schar der politischen Ausbeuter des allgemeinen Stimmrechtes hinüberwechselten.“